# Jorboaivi
Jorboaivi är ett berg i Finland. Det ligger i Enontekis i landskapet Lappland, i den norra delen av landet, 900 km norr om huvudstaden Helsingfors. Toppen på Jorboaivi är 581 meter över havet, eller 61 meter över den omgivande terrängen. Bredden vid basen är 1,3 km.
Terrängen runt Jorboaivi är platt åt sydost, men åt nordväst är den kuperad.  Trakten runt Jorboaivi är nära nog obefolkad, med mindre än två invånare per kvadratkilometer. Det finns inga samhällen i närheten. Omgivningarna runt Jorboaivi är i huvudsak ett öppet busklandskap.